# Spice SE88C
Chronologie des modèles
Spice SE87C Spice SE89C
La Spice SE88C est une voiture de sport-prototype de deuxième génération, préparé par Spice Engineering pour la saison 1988. Conçu pour être très polyvalent, il devait pouvoir être utilisé sur les deux côtés de l'Atlantique, en tant que Groupe C, Groupe C2, GTP ou GTP Lights selon le moteur installé. Pour le Groupe C et le Groupe C2, les voitures étaient le plus souvent équipées d'un choix de moteurs Ford Cosworth, le plus souvent le DFL de 3,2 litres ou le DFZ de 3,5 litres. Parmi les moteurs utilisés dans le championnat IMSA GTP, il y avait Pontiac V8s basé sur la production, Buick V6 et même un Ferrari V8.

## Développement

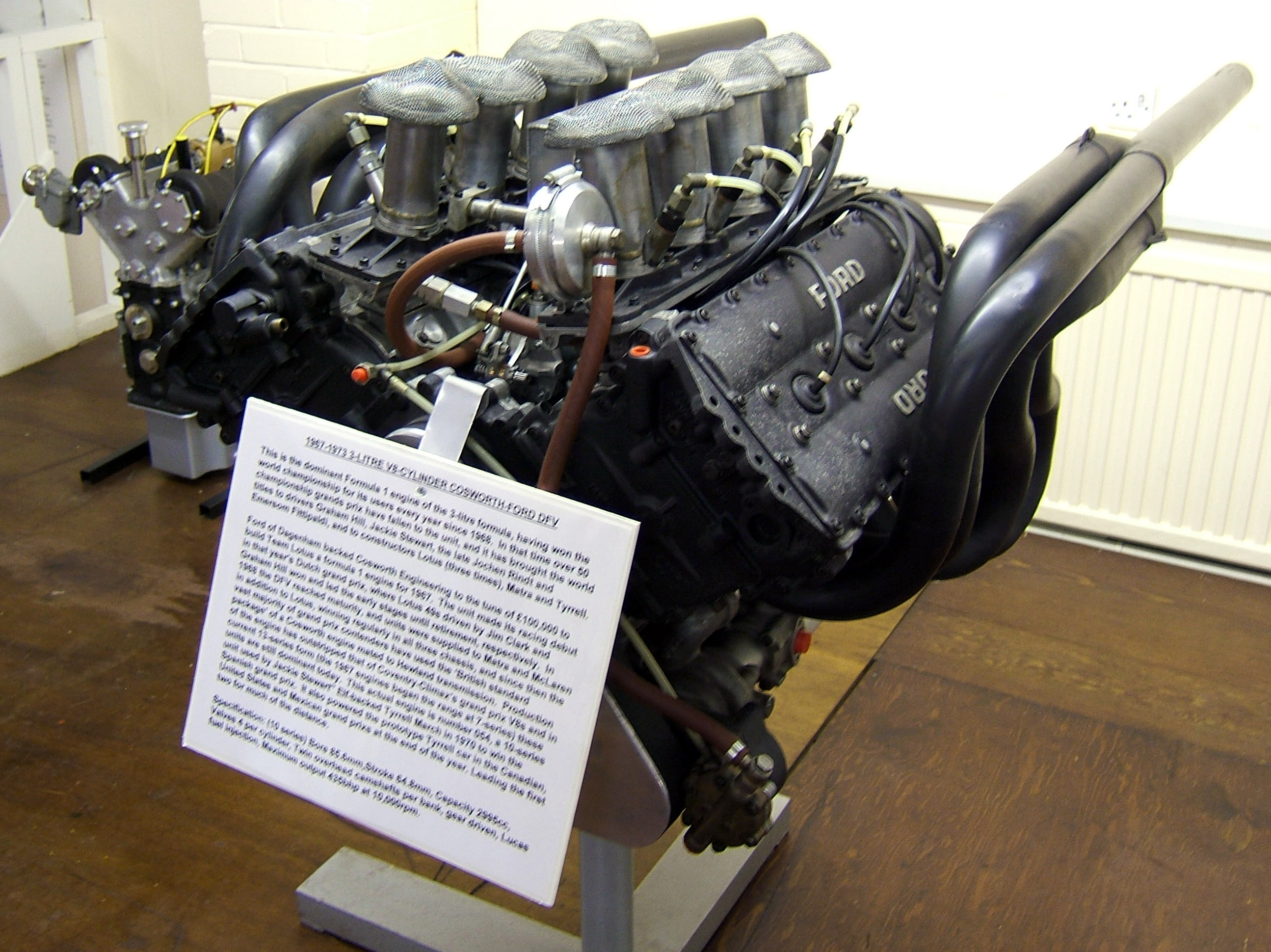
Ford Cosworth DFV

Comme la Spice SE87C, la Spice SE88C conçue pour la saison 1988 a été construite autour d'un châssis monocoque en aluminium conçu par Graham Humphrey et construit par des spécialistes B.S. Fabrications. La suspension a été réalisée par double triangulation. Le changement le plus significatif par rapport à la précédente Spice SE87C était une carrosserie plus élégante.

## Résultats sportifs

### 1988

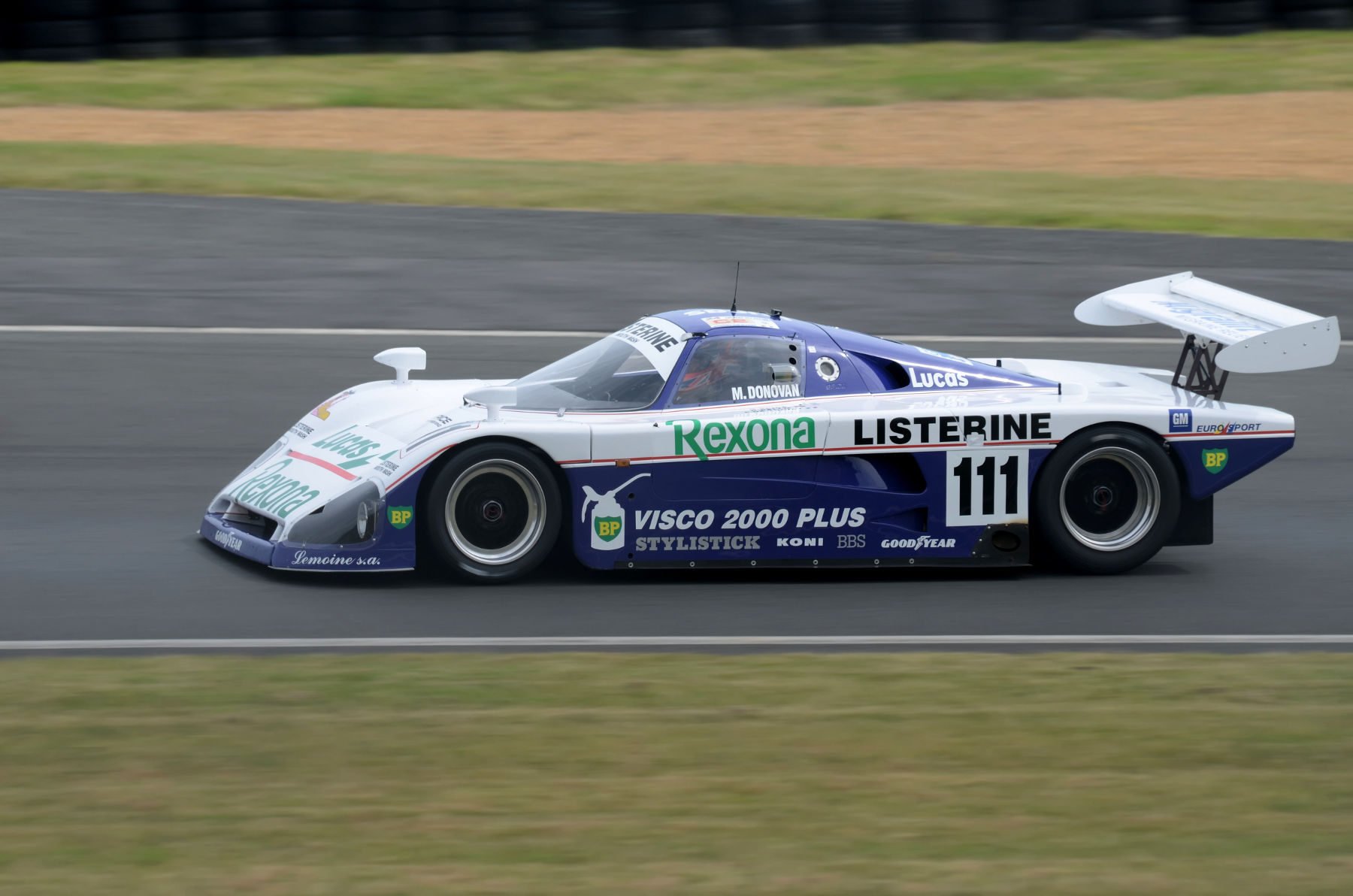
La Spice SE88C n°111 engagée par l'écurie Spice Engineering aux 24 Heures du Mans

La Spice SE88C est engagée par les écuries Spice Engineering et Chamberlain Engineering en championnat du monde des voitures de sport. Les deux équipes finissent respectivement 1er et 2e du championnat du monde du groupe C2.

### 1989
Les équipes France Prototeam, PC Automotive et Team Mako font rouler les Spice SE88C en championnat du monde des voitures de sport. Ces équipes finissent respectivement 2e, 3e et 4e du championnat du monde du groupe C2.
France Prototeam participe également à une épreuve du championnat allemand Supercup

### 1990
Les années passant, les Spice SE88C voient leur activité se réduire. On ne retrouve cette année qu'une participation aux 24 Heures du Mans avec Team Mako et une participation au championnat anglais de Groupe C2 avec John Churchill.

### 1992
McNeil Engineering engage la Spice SE88C dans le championnat Interserie.